# Вербка (притока Убеді)
Вербка, Богачка — річка в Україні, у Новгород-Сіверському й Корюківському районі Чернігівської області. Права притока Убеді (басейн Дніпра).

## Опис
Довжина річки 17 км., похил річки — 2,1 м/км. Площа басейну 112 км².

## Розташування
Бере початок у Мезинському національному природному парку. Тече переважно на південний захід через Понорницю і на південному заході від Ляшківців впадає у річку Убідь, праву притоку Десни.
Населені пункти вздовж берегової смуги: Верба, Осьмаки.